# فرانز هايلر (نازي)

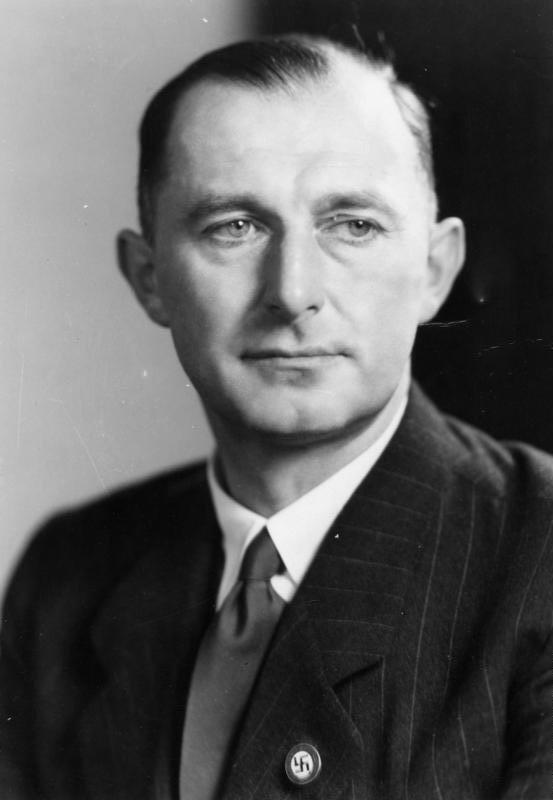
فرانز هايلر

فرانز هايلر (بالألمانية: Franz Hayler) (29 أغسطس 1900 في Schwarzenfeld - 11 سبتمبر 1972 في أشآو (إم كيمغآو) الألمانية) وزير الدولة ووزير الاقتصاد وعضوافي الحزب النازي وشوتزشتافل.

## مسار مهني
أصبح هايلر منخرطًا في السياسة في وقت مبكر، فقاتل في Bund فرايكوربس أوبرلاند ضد الجمهورية السوفيتية البافارية، في منطقة الرور وسيليزيا العليا، وكان مشاركًا في فشل أدولف هتلر في انقلاب بير هول. في 1 ديسمبر 1931، انضم إلى الحزب النازي كعضو رقم. 754133، وكذلك شوتزشتافل (عضوية رقم 64697) في 23 مارس 1934، حيث ارتقى في عام 1939 إلى شتاندارتن فوهرر (عقيد) ، وفي وقت لاحق بريغيجاديه فوهرر  (اللواء) في المكتب الرئيسي للشرطة الأمنية الألمانية .
قبل 11 سبتمبر 1942 وحتى نهاية الحرب العالمية الثانية، كان عضوًا في الرايخستاغ، حيث شغل منصبًا في وزارة الاقتصاد الرايخ في عام 1943، حيث عُيَّن وزيرًا للدولة ووكيلًا لوزير الاقتصاد الرايخ.

## روابط خارجية
- Newspaper clippings about Franz Hayler in the 20th Century Press Archives of the ZBW